# Kanton Lisieux-2
Der Kanton Lisieux-2 war von 1801 bis 2015 ein französischer Wahlkreis im Département Calvados und in der damaligen Region Basse-Normandie. Er umfasste zwei Gemeinden im Arrondissement Lisieux; sein Hauptort (frz.: chef-lieu) war Lisieux. Die landesweiten Änderungen in der Zusammensetzung der Kantone brachten im März 2015 seine Auflösung. Vertreter im Generalrat des Départements war zuletzt von 2004 bis 2015 Clotilde Valter.

## Gemeinden
Der Kanton bestand aus einer Gemeinde und einem Teil von Lisieux (angegeben ist die Gesamteinwohnerzahl, zum Kanton gehörte ein Teilgebiet von etwa 10.000 Einwohnern von Lisieux):
| Gemeinde                 | Einwohner (Stand: 2022) | Code postal | Code Insee |
| ------------------------ | ----------------------- | ----------- | ---------- |
| Lisieux                  | 19.540                  | 14100       | 14366      |
| Saint-Martin-de-la-Lieue | 767                     | 14100       | 14625      |